# レイトン教授と悪魔の箱
『レイトン教授と悪魔の箱』（レイトンきょうじゅとあくまのはこ）は、レベルファイブから2007年11月29日に発売されたニンテンドーDS用ゲームソフト。レイトン教授シリーズの第1シリーズ第2弾である。
キャッチコピーは「ナゾトキ×映画級」。

## 概要
前作同様ゲーム中に出題されるナゾ（パズル）を解きつつストーリーを進めていくアドベンチャーゲーム。ストーリー中には138のナゾ、ある条件を満たすことで出現する『レイトンからの挑戦状』に15のナゾの計153ナゾに加え、前作『レイトン教授と不思議な町』のパスワードを入力することで遊べるパズルも収録されている。
また前作同様、『週刊ナゾ通信』として発売後約1年間、毎週木曜日に追加されていたナゾをWi-Fiを介する事でダウンロードできる。
2009年2月12日に「フレンドリー版」が発売された。変更点は『週刊ナゾ通信』で配信されていた問題を収録、漢字にルビを追加、一部の問題文を修正となっている。
日本ゲーム大賞2008年度優秀賞受賞。

## ストーリー
レイトンの師アンドルー・シュレーダー博士から届いた一通の手紙。それは開けたら必ず死ぬという伝説の秘宝、「悪魔の箱」に関するものだった。心配になったレイトンはルークを連れて師のもとを尋ねるが、部屋の中で倒れている彼を発見する。彼の部屋を探索しても箱は見つからず、急行の乗車券が残されていた。2人はナゾを解明すべく、超特急「モレントリー急行」へと乗り込むが……。

## 登場キャラクター
エルシャール・レイトン教授声：大泉洋
有名な考古学者で、不思議研究の大家。英国紳士を自負する。
気に障ることを言われても感情を表に出さないほど、理性的で冷静で落ち着きのある性格。清潔で真面目に見えるが、実は片付けが苦手。
特技はフェンシングで、学生時代に優勝経験がある。
ルーク・トライトン声：堀北真希
レイトン教授の助手を勤める少年。
レイトンとは対照的に、感情表現が素直で思ったことを率直に言う性格。動物と話せる能力を持つ。
アロマ・ラインフォード声：能登麻美子
前作より引き続き登場する少女。不思議の町の大富豪の娘。レイトン達の後を密かにつけ、行動を共にする事になる。自称レイトンの花嫁候補だが、料理は苦手。
アンドルー・シュレーダー博士声：納谷六朗
レイトンの師である考古学者。「悪魔の箱」の研究中に倒れてしまう。
アンソニー・フェルーゼン声：大沢たかお（青年時代）、山野史人（老人）
謎に包まれた青年。その正体は吸血鬼だと噂されている。
剣での戦闘もレイトンと互角である。
カティア・アンダーソン声：大後寿々花
レイトン達と列車で知り合った少女。悪魔の箱を探している。アンダーソン家の一人娘。外見はソフィアと瓜二つ。
チェルミー警部声：斎藤志郎
ロンドン警察の敏腕警部。シュレーダー博士の事件の真相を追っている。
フレデリック・フェルーゼン／デルモネン・パッポラッチ声：後藤哲夫
モレントリー急行の社長。悪魔の箱を探している。わがままな性格で列車内の気に入らない絵を下げたり、甥のサムをこき使ったりしている。アンソニーの弟。
レイトン教授と永遠の歌姫でも永遠の命を賭けたナゾトキゲームの参加者として確認できる。
サム声：安田顕
モレントリー急行の車掌。パッポラッチの甥。時代錯誤したロックミュージシャン系の服を着ている。派手な見た目で誤解を受けがちだが、車掌としての仕事をしっかりこなすなど真面目な一面が多い。
ローズ夫人声：Salyu
太ってお金のありそうな容姿の夫人。金目の宝石などをじゃらじゃらつけている。トム坊やという子犬を飼っている。
レイトン教授と永遠の歌姫でも永遠の命を賭けたナゾトキゲームの参加者として確認できる。
ハムちゃん声：柳原哲也（アメリカザリガニ）
モレントリー急行のシェフに飼われていたハムスター。食堂車の残り物を与えられるなど可愛がられていたが、そのせいで太り過ぎてしまったため、健康を気にしたシェフの希望によってレイトンと行動を共にし、ダイエットでスリムなハムスターを目指す。甲高い声に関西弁が特徴。
クロイ声：平井善之（アメリカザリガニ）
アンソニーの怪しい城に勤めている執事。仕事をすべて引き受けている。
趣味は風呂掃除。
ナゾーバ
前作同様、レイトンの解き忘れた謎を集めている謎のおばあさん。
ドン・ポール声：稲葉実
レイトンをライバル視している科学者。変装が得意。実はシュレーダー博士の元教え子であり、レイトンの兄弟子である。
バートン
チェルミー警部の助手。警部に比べるとおっとりしているが、意見を言うこともある。食べ物が大好き。
ソフィア声：大後寿々花（少女時代）、田畑ゆり（老人）
カティアの祖母であり、アンソニーの元婚約者。すでに他界している。
アンダーソン伯爵
ドロップストーンの領主でカティアの父。お人好しで住民からは慕われているが、年頃の娘と上手くいかないことに悩ませる一面を持つ。
フェルーゼン伯爵
50年前にフォルセンスの街を発展させた領主。アンソニーとパッポラッチの父親だが、息子たちとは折り合いが悪かったようである。
ヒゲマフラー
前回不思議な町の住人として登場した。今回はフォルセンスに登場。レイトン達にハーブティーをふるまってもらった。
エンディングではドロップストーンから来た人達の中に混ざっていた。
シリーズ皆勤。
ポーロ
フォルセンスの廃鉱に登場。あの軽装でどうやって長旅をするのかはナゾである。
シリーズ皆勤。

## 主題歌
- 『iris 〜しあわせの箱〜』（トイズファクトリー）
作詞・歌：Salyu 作曲：Ryoki Matsumoto

## 同時収録ソフト
2007年9月に開催された「東京ゲームショウ2007」のレベルファイブブースでは、ゲームショウでだけ入手できる限定版ニンテンドーDS用ソフト『レベルファイブプレミアムシルバー』が配布されたが、想定以上の客が集まったことやブースのシステム障害などで全ての希望者に行き渡らなかったこと、入手者がネットオークション等で高値で転売していることなどに対する批判の声が出た。
そのため、同年の10月17日に、当初の予定を変更してプレミアムシルバーに収録されていた『レイトン教授とロンドンの休日』（レイトン教授の特別編）、『イナズマイレブン体験版』が本作の製品版DSカードに収録されることが発表された。『レイトン教授とロンドンの休日』とは、1作目の『レイトン教授と不思議な町』と今作の間のストーリーである。ナゾの数は全部で12だが、結構な難問が多い。またヒントメダルの数は10しかない。また、この作品で、レイトンの意外な一面なども垣間見ることができる。
のちに、2008年の次世代WHFで『レベルファイブプレミアムゴールド』が合計で2万本無料配布されるが、本作が発売済であることや前述の情報が広域にわたって行き届いた事などから苦情や混乱、高値で転売されるといったことはなかった。
シルバーとの違いはパッケージ装丁と説明書の若干の修正、イナズマイレブンが本作と通信対戦できることなどがあげられる。また、本作とは異なりイナズマイレブン体験版はver.2.1となりこれはゴールドにしか収録されていない。

## テレビCM
テレビCMにて出題されているナゾはすべて、ゲーム内には登場しない。答えは公式サイトのプロモーションサイトにて「WEB特別編」のプロモーションビデオにて公開されている。「WEB特別編」は前作のプロモーションビデオ同様、大泉洋がナゾに挑戦している。「WEB特別編」のナレーター（出題者）は、大泉と同じくTEAM NACSの音尾琢真が担当している。
- テレビCMのナゾ
  - 女性に囲まれて暮らす最も簡単な方法とは?
  - 使う人が使っていることに気づかない箱は?
  - 背景から太陽と月が消えた、今あなたはどこに居る?

## 誤植、誤問修正
公式サイトにて下記の修正が掲載されている。
- ナゾ131で実際の正解と違う回答がゲーム内で正解となっている。
- ゲーム内のエンディング、取り扱い説明書の声優の表記。クロイ役、平井義之となっている（正しくは平井善之）。

## コラボレーション
フジテレビ系列で放送されていたクイズ番組『IQサプリ』内において、本作の映像を用いた間違い探し問題が出題されたことがある。

## 攻略情報掲載禁止について
本作の発売直後に公式サイトにて「攻略サイトは即刻削除をお願いします」とした警告文が掲載され、大きな波紋を呼んだ。後に「ヒントなら問題ない」という内容のお願いに修正されている。

## 韓国語版の仕様変更
韓国で2008年9月に発売された前作『レイトン教授と不思議な町』は音声が北米版ベースだったが、本作では現地の声優を起用して、すべての音声が韓国語で収録されている。

## その他
2018年8月5日に放送された『レイトン ミステリー探偵社 〜カトリーのナゾトキファイル〜』18話に、本作に登場したモレントリー急行がテレビアニメに登場した。